# 2013-as Roland Garros
A 2013-as Roland Garros az év második Grand Slam-tornája, a Roland Garros 112. kiadása volt. Az eseményt 2013. május 26. és június 9. között rendezték meg Párizsban.

## Döntők

### Férfi egyes
Rafael Nadal –  David Ferrer 6–3, 6–2, 6–3

### Női egyes
Serena Williams –  Marija Sarapova 6–4, 6–4

### Férfi páros
Bob Bryan /  Mike Bryan –  Michaël Llodra /  Nicolas Mahut 6–4, 4–6, 7–6(4)

### Női páros
Jekatyerina Makarova /  Jelena Vesznyina –  Sara Errani /  Roberta Vinci 7–5, 6–2

### Vegyes páros
Lucie Hradecká /  František Čermák –  Kristina Mladenovic /  Daniel Nestor 1–6, 6–4, [10–6]

### Juniorok

#### Fiú egyéni
Christian Garín –  Alexander Zverev, 6–4, 6–1

#### Lány egyéni
Belinda Bencic –  Antonia Lottner, 6–1, 6–3

#### Fiú páros
Kyle Edmund /  Frederico Ferreira Silva –  Christian Garín /  Nicolás Jarry, 6–3, 6–3

#### Lány páros
Barbora Krejčíková /  Kateřina Siniaková –  Doménica González /  Beatriz Haddad Maia, 7–5, 6–2

## Világranglistapontok
| Eredmény           | Férfi egyes | Férfi páros | Női egyes | Női páros |
| ------------------ | ----------- | ----------- | --------- | --------- |
| Győzelem           | 2000        | 2000        | 2000      | 2000      |
| Döntő              | 1200        | 1200        | 1400      | 1400      |
| Elődöntő           | 720         | 720         | 900       | 900       |
| Negyeddöntő        | 360         | 360         | 500       | 500       |
| 16 között          | 180         | 180         | 280       | 280       |
| 32 között          | 90          | 90          | 160       | 160       |
| 64 között          | 45          | 0           | 100       | 5         |
| 128 között         | 10          | –           | 5         | –         |
| Főtáblára jutás    | 25          | –           | 60        | –         |
| Selejtező (3. kör) | 16          | –           | 50        | –         |
| Selejtező (2. kör) | 8           | –           | 40        | –         |
| Selejtező (1. kör) | 0           | –           | 2         | –         |

## Pénzdíjazás
A torna összdíjazása 21 017 000 euró volt. A férfi és a női egyéni győztesnek fejenként 1 500 000 euró járt.
| Eredmény             | Egyes*       | Egyes*       | Páros**                                                                     | Vegyes páros**                                                              |
| Eredmény             | Férfiak***   | Nők****      | Páros**                                                                     | Vegyes páros**                                                              |
| Győzelem             | 1 500 000 €  | 1 500 000 €  | 360 000 €                                                                   | 105 000 €                                                                   |
| Döntő                | 750 000 €    | 750 000 €    | 180 000 €                                                                   | 53 000 €                                                                    |
| Elődöntő             | 375 000 €    | 375 000 €    | 90 000 €                                                                    | 26 500 €                                                                    |
| Negyeddöntő          | 190 000 €    | 190 000 €    | 50 000 €                                                                    | 13 000 €                                                                    |
| 16 között            | 100 000 €    | 100 000 €    | 28 000 €                                                                    | 7000 €                                                                      |
| 32 között            | 60 000 €     | 60 000 €     | 15 000 €                                                                    | 3500 €                                                                      |
| 64 között            | 35 000 €     | 35 000 €     | 8000 €                                                                      | –                                                                           |
| 128 között           | 21 000 €     | 21 000 €     | –                                                                           | –                                                                           |
| Összesen             | 7 984 000 €* | 7 984 000 €* | 1 640 000 €*                                                                | 375 000 €                                                                   |
| Selejtező (döntő)    | 10 000 €     | 10 000 €     | *Nemenként **Csapatonként ***128-as selejtezőtábla ****96-os selejtezőtábla | *Nemenként **Csapatonként ***128-as selejtezőtábla ****96-os selejtezőtábla |
| Selejtező (2. kör)   | 5000 €       | 5000 €       | *Nemenként **Csapatonként ***128-as selejtezőtábla ****96-os selejtezőtábla | *Nemenként **Csapatonként ***128-as selejtezőtábla ****96-os selejtezőtábla |
| Selejtező (1. kör)   | 2500 €       | 2500 €       | *Nemenként **Csapatonként ***128-as selejtezőtábla ****96-os selejtezőtábla | *Nemenként **Csapatonként ***128-as selejtezőtábla ****96-os selejtezőtábla |
| Összesen (selejtező) | 480 000 €    | 360 000 €    | *Nemenként **Csapatonként ***128-as selejtezőtábla ****96-os selejtezőtábla | *Nemenként **Csapatonként ***128-as selejtezőtábla ****96-os selejtezőtábla |